# Sisu (film)
A Sisu 2023-ban bemutatott amerikai–finn történelmi akciófilm, amelyet Jalmari Helander írt és rendezett. A főbb szerepekben Jorma Tommila, Aksel Hennie, Jack Doolan, Mimosa Willamo és Onni Tommila látható.
Finnországban 2023. január 27-én  Amerikában 2023. április 28-án, míg Magyarországon 2023. július 29-én mutatták be.

## Cselekmény
1944 végén, a lappföldi háború idején Aatami Korpi egyedül él lovával és hűséges Bedlington terrierjével, miközben a lappföldi vadonban keresgél. Miután gazdag aranylelőhelyet fedez fel, bőséges mennyiségű aranyrögöt gyűjt össze, mielőtt Rovaniemi felé veszi az irányt. Útközben Aatami egy nagy létszámú Waffen-SS osztaggal találkozik, amelyet a kegyetlen SS Obersturmführer Bruno Helldorf vezet, akik Norvégia felé vonulva falvakat pusztítanak el, és több finn nőt is foglyul ejtettek. Helldorf kevéssé érdeklődik Aatami iránt, átengedi. Aatamit hamarosan egy másik csapat katona is megszólítja, akik felfedezik az arannyal teli nyeregtáskáit, és kivégzésre készülnek, de Aatami gyorsan megöli őket. A lövöldözéstől felriadva Helldorf nyomoz, és felfedezi a mészárlást, valamint Aatami egyik aranyrögét.
Helldorf és a tankja üldözőbe veszi Aatamit egy aknamező széléig, ahol Aatami lovát megöli egy akna. Aatami összeszedi az aranyat, majd szándékosan felrobbant egy másik aknát, hogy elmenekülhessen. Több katonát küldenek utána, de hamar felrobbantja őket az aknák, ezért Helldorf két foglyul ejtett nőt előre parancsol, hogy biztosítsák a szabad utat. Miután visszaszerezte Aatami dögcéduláját, Helldorf helyettes parancsnoka, Wolf rádión keresztül értesül Aatami múltjáról. Miután a téli háborúban kommandósként harcolva elvesztette a családját, a bosszúszomjas Aatami legendás "egyszemélyes halálosztaggá", Koschei ("a halhatatlan") becenevűvé vált. Helldorf szembeszegül a parancsával, hogy folytassa a visszavonulást, hogy levadássza Aatamit és elvegye az aranyat.
A német katonák kutyákat küldenek Aatami nyomába. Aatami elküldi a saját kutyáját, mielőtt az egyik német teherautóból származó benzinnel eltünteti a szagát. A katonák azonban hamarosan felfedezik őt, és Aatami egy közeli tóba ugrik. Helldorf három katonát küld a tóra egy csónakkal, de Aatami kettőt közülük megöl, a víz alatt elvágja a torkukat, és a nyakukból kiszabaduló levegőt belélegzi. A megmaradt német katona megpróbál elmenekülni, de Wolf kivégzi. Aatami a katona testét pajzsként használja, miután elérte a folyópartot, és elmenekül. A folyó túlpartján Helldorf megtalálja Aatami kutyáját.
Aatami felfedezi, hogy Rovaniemi lángoló romokban áll, és egy benzinkút maradványaiban keres menedéket. Helldorf elküldi Aatami kutyáját, hogy megkeresse őt, de a nyakörvére egy meggyújtott dinamitrúddal a nyakában. Aatami megmenti a kutyáját, de a dinamit felrobbanásakor a földre kerül. Helldorf, Wolf és a tankvezető Schütze felakasztják Aatamit, elveszik az aranyat, és otthagyják meghalni, de Aatami a sebeit a kiálló betonvasra akasztja, és ezzel megmenti az életét. Valamivel később egy német pilótapár száll le üzemanyagot keresve. Aatami megöli a mérnököt, és arra kényszeríti a túlélő pilótát, hogy Helldorf szakasza elé repüljön.
Helldorf hamarosan felfedezi az útjukba eső elhagyott gépet, a pilótát ugyanazzal a hurokkal akasztják fel, amit Wolf használt Aataminál. Miközben a konvoj tovább halad, Aatami felmászik a foglyokat szállító teherautóra, és megöli az őreiket, majd felfegyverzi őket. Aino lefoglalja az egyik teherautót, így Aatami felugorhat Helldorf tankjára, miközben lelőtte a többi katonát. Aatami kihúzza Wolfot a tankból, mielőtt otthagyja. Helldorf elér egy német repülőgépet, és megöli Schütze-t, mielőtt felszáll a pilótával. Aatami rálő a gépre, halálosan megsebesítve a pilótát, és a csákányával a levegőben felszáll a gépre. Helldorf és Aatami közelharcba keveredik, és miután Helldorf fölénybe kerül, Aatami gyorsan egy statikus kötelet akaszt egy bombához, majd elengedi azt, és Helldorf a halálba zuhan. Miután kiderül, hogy a pilóta azóta meghalt, Aatami becsatolja magát, miközben a gép egy mocsárba zuhan.
Aino vezetésével a felszabadult nők kommandírozták a német tankot, és a megvert Wolfot szállítanak a hitetlenkedő finn egységnek. Aatami kimászik a mocsárból, és újra találkozik a kutyájával, mielőtt a háború sújtotta Helsinki felé veszi az irányt. Bemegy egy bankba, odamegy a pénztároshoz, és kiüríti a táskáját aranyával, mielőtt először megszólalna.

## Szereplők
| Szerep         | Színész        | Magyar hang       |
| -------------- | -------------- | ----------------- |
| Aatami Korpi   | Jorma Tommila  | Kőrösi András     |
| Bruno Helldorf | Aksel Hennie   | Miller Zoltán     |
| Wolf           | Jack Doolan    | Pál András        |
| Aino           | Mimosa Willamo | Kanyó Kata        |
| Schütze        | Onni Tommila   | Konfár Erik       |
| Vadászpilóta   | Ilkka Koivula  | Koncz István      |
| Pilóta         | Pekka Huotari  | Dézsy Szabó Gábor |

Magyar változat
- Magyar szöveg: Tóth Tamás
- Hangmérnök: Gábor Dániel
- Vágó: Simkóné Varga Erzsébet
- Gyártásvezető: Gelencsér Adrienne
- Szinkronrendező: Tabák Kata
- Produkciós vezető: Hagen Péter

A szinkront a Mafilm Audio Kft. készítette el

## Fogadtatás

### Bevételi adatok
A projekt 7,3 millió dolláros bevételt hozott az Amerikai Egyesült Államokban és Kanadában, 3,5 millió dollárt pedig más területeken, ami világszerte összesen 10,7 millió dollárt eredményezett.

### Díjak és jelölések
| Év   | Díj                      | Kategória        | Jelölt(ek)                 | Eredmény |
| ---- | ------------------------ | ---------------- | -------------------------- | -------- |
| 2022 | 55. Sitges Filmfesztivál | Legjobb film     | Sisu                       | Elnyerte |
| 2022 | 55. Sitges Filmfesztivál | Legjobb színész  | Jorma Tommila              | Elnyerte |
| 2022 | 55. Sitges Filmfesztivál | Legjobb operatőr | Kjell Lagerroos            | Elnyerte |
| 2022 | 55. Sitges Filmfesztivál | Legjobb zene     | Juri Seppä, Tuomas Wäinölä | Elnyerte |

## Lehetséges folytatás
2023 márciusában Helander az STT egyik interjújában utalt arra, hogy ha a film sikeres lesz a jegypénztáraknál az Egyesült Államokban, fontolóra veheti egy esetleges folytatás elkészítését.

## Fordítás
- Ez a szócikk részben vagy egészben  a   Sisu (film) című angol Wikipédia-szócikk fordításán alapul.  Az eredeti cikk szerkesztőit annak laptörténete sorolja fel. Ez a jelzés csupán a megfogalmazás eredetét és a szerzői jogokat jelzi, nem szolgál a cikkben szereplő információk forrásmegjelöléseként.